# Leo Pochhammer
Leo August Pochhammer (Stendal, 25 augustus 1841 - Kiel, 24 maart 1920) was een Duitse wiskundige van Pruisische afkomst. Hij is bekend voor zijn werk op het gebied van speciale functies. Hij heeft daarvoor het Pochhammer-symbool geïntroduceerd, dat naar hem is genoemd.
- EW Weisstein. Pochhammer, Leo August (1841-1920).